# Pavel Královec
Pavel Královec, né le 16 août 1977 à Domažlice, est un arbitre de football tchèque. Il est licencié à la FIFA depuis 2005.

## Biographie
Pavel Královec fait ses débuts sur les terrains de Gambrinus liga en 2003. Trois ans plus tard, il arbitre son premier match européen, en Coupe UEFA.
En 2007, il est sélectionné pour participer au championnat d'Europe des moins de 19 ans et dirige deux matches de la phase de groupes. Dans les années qui suivent, il arbitre plusieurs rencontres qualificatives pour l'Euro 2008 et la Coupe du monde 2010.
En juin 2011, il part au Mexique pour officier lors de la Coupe du monde des moins de 17 ans.
En décembre 2011, il est choisi en tant que quatrième arbitre pour participer au championnat d'Europe 2012.
Il figure dans la liste des 18 arbitres sélectionnés pour l'Euro 2016 en France.